# 소액사건심판법
소액사건심판법은 영세, 소액채권자의 권리구제를 쉽게 하기 위한 특별절차를 다룬 대한민국의 법률로 1973년 2월 24일에 비상국무회의에서 제정되었다.
소송물의 가액이 3천만원 이하의 민사사건을 간이 절차에 따라 신속히 처리하기 위하여 제정한 법으로 구술·임의출석에 의한 소(訴)의 제기, 소송대리·심리절차·증거조사 등의 특징을 가지고 있다. 소액사건심판법의 적용을 받을 목적으로 다액의 채권을 분할하여 그 일부청구를 하는 것은 허용될 수 없고, 이에 위반한 소는 판결로서 각하하여야 한다.
소액사건심판법은 상고제한에 관한 규정을 제외하고 제1심절차에만 적용되며, 소액사건심판법에 특별규정이 없는 한 민사소송법의 규정을 준용한다.

## 1회 심리의 원칙
판사는 되도록 1회의 변론기일로 심리를 종결하도록 하여야 한다. 이를 위해 소장부본이나 제소조서를 지체 없이 피고에게 송달하되, 이행권고결정서 등본이 송달된 때에는 소장부본이 송달된 것으로 본다. 또한 소가 제기된 경우에는 피고의 답변서제출기간을 기다리지 아니하고 바로 변론기일을 지정하여 변론을 거쳐 판결할 수 있다.
판사는 1회의 변론기일로 심리를 종결하기 위하여 변론기일 이전이라도 당사자로 하여금 증거신청을 하게 하는 등 필요한 조치를 취할 수 있다.
절차의 간이화를 위하여 변호사가 아니라도 당사자의 배우자, 직계혈족, 형제자매는 법원의 허가 없이 소송대리인이 될 수 있다. 이들은 당사자와의 신분관계 및 수권관계를 서면으로 증명하여야 하고 소송대리인은 당사자가 판사 앞에서 말로써 소송대리인을 선임하고 법원사무관 등이 조서에 이를 적는 방식으로도 선임할 수 있다.